# Rubem Alves
Rubem Alves, né à Boa Esperança, Minas Gerais le 15 septembre 1933 et mort à Campinas, São Paulo le 19 juillet 2014, est un intellectuel brésilien presbytérien, fondateur de la théologie de la libération. Il soutint en 1968 sa thèse de doctorat à l'université de Princeton, intitulée Towards a theology of liberation. Alves est le principal contributeur protestant à la théologie de la libération, avec l'Argentin José Miguez Bonino. Ces prises de position lui valurent d'être exclu de l'Église presbytérienne du Brésil.

## Biographie
Outre des diplômes de théologie obtenus au Seminário Presbiteriano de Campinas (1957) et à l'Union Theological Seminary de New York (1964), il soutenu sa thèse de philosophie à Princeton (1968) et fut également psychanalyste, membre de l'Association brésilienne des psychanalystes à São Paulo.
Alves enseigna la philosophie à la faculté de Rio Claro (1969) et à l'université d'État de Campinas (Etat de São Paulo) dans les années 1970. Œuvre pionnière de la théologie de la libération, sa thèse fut soutenue en 1968, trois ans avant la publication des ouvrages maîtres de Leonardo Boff et Gustavo Gutiérrez. Alves s'inspira notamment de Jürgen Moltmann et Karl Barth, qui exercèrent une telle influence sur « toute la théologie de la libération de manière souterraine. »
Il écrit régulièrement des articles, depuis 1986, pour le Correio Popular, le principal journal de Campinas, et a publié plus de 40 livres, dont beaucoup ont été traduits dans diverses langues européennes.
Rubem Alves est décédé le 19 juillet 2014 à Campinas.

### En portugais
- A Gestação do Futuro. Campinas: Editora Papirus. Tradução: João Francisco Duarte Junior. 199p.
- O Enigma da Religião. Petrópolis: Editora Vozes. 169p.
- Filosofia da Ciência. Introdução ao jogo e suas regras. São Paulo: Editora Brasiliense. 190p.
- O que é Religião? São Paulo: Brasiliense/Abril Cultural. 133 p.
- Protestantismo e Repressão. São Paulo: Editora Ática. 290p.
- Dogmatismo e Tolerância. São Paulo: PAULUS. 172p.
- Creio na Ressurreição do corpo. Meditações. Rio de Janeiro. Cedi 73p.
- Variações sobre a Vida e Morte. A Teologia e sua Fala. São Paulo: PAULUS. 213p.
- Gandhi. São Paulo: Editora Brasiliense. 119p.
- Poesia, Profecia e Magia. Rio de Janeiro. CEDI. 80p.
- Conversas Com Quem Gosta de Ensinar. São Paulo: Cortez/Autores Associados. 87p.
- Estórias de Quem Gosta de Ensinar. São Paulo: Cortez/Autores Associados. 108p.
- O Suspiro dos Oprimidos. São Paulo: PAULUS. 119p.
- Pai Nosso. São Paulo: PAULUS. 146p.
- Tempus Fugit. São Paulo: PAULUS. 109p.
- O Poeta, o Guerreiro e o Profeta. Petrópolis: Editora Vozes. 143p.
- Lições de Feitiçaria. Vol I. São Paulo: Ars Poética- 100p.
- O Retorno Eterno. Campinas: Papirus. 169p. O retorno eterno. Campinas: Papirus. 169p.
- Teologia do Cotidiano: São Paulo: Olho D'Água. 95p.
- A Alegria de Ensinar. São Paulo: Ars Poética/Petah. 103p.
- O Quarto do Mistério. Campinas: Speculum/Papirus. 224p.
- Sobre o Tempo e a Eterna Idade. Campinas: Speculum/Papirus. 164p.
- A Festa de Maria. Campinas: Papirus/Speculum. 111p.
- As Contas de Vidro e o Fio de Nylon. São Paulo: Ars Poética. 109p.
- Cenas da Vida. Campinas: Papirus/Speculum. 128p.
- Navegando. São Paulo: Ars Poética. 103p.
- Concerto para Corpo e Alma. Campinas: Papirus. 160p.
- E Aí? Cartas aos Adolescentes e a Seus Pais. Campinas: Papirus.
- Entre a Ciência e a Sapiência: o Dilema da Educação. São Paulo: Loyola. 148p.
- O Amor que Acende a Lua. Campinas: Papirus/Speculum. 214p.
- Por uma Educação Romântica - Brevíssimos Exercícios de Imortalidade. Vila Nova de Famalicão: Editor: Centro de Formação Camilo Castelo Branco. Portugal. 261p.